# Hymenasplenium unilaterale
Hymenasplenium unilaterale är en svartbräkenväxtart som först beskrevs av Jean-Baptiste Lamarck, och fick sitt nu gällande namn av Bunzo Hayata. Hymenasplenium unilaterale ingår i släktet Hymenasplenium och familjen Aspleniaceae. Inga underarter finns listade.